# Сант-Андреа-делле-Фратте (титулярная церковь)
Титулярная церковь Сант-Андреа-делле-Фратте (лат. Titulus Sancti Andreae Apostoli de Hortis) — титулярная церковь была создана Папой Иоанном XXIII 12 марта 1960 года апостольской конституцией Cum nobis. Титулярная церковь принадлежит базилике Сант-Андреа-делле-Фратте, расположенной в районе Рима Колонна, на виа ди Сант-Андреа-делла-Фратте, приход известен, по крайней мере, с XVI века.

## Список кардиналов-священников титулярной церкви Сант-Андреа-делле-Фратте
- Паоло Марелла — (31 марта 1960 — 15 марта 1972, назначен кардиналом-епископом Порто и Санта-Руфина);
- Иосиф Кордейро — (5 марта 1973 — 11 февраля 1994, до смерти);
- Томас Джозеф Уиннинг — (26 ноября 1994 — 17 июня 2001, до смерти);
- Эннио Антонелли — (21 октября 2003 — по настоящее время)[1].